# Nous ne voulons pas d'un monde où la garantie de ne pas mourir de faim s'échange contre le risque de mourir d'ennui
« Nous ne voulons pas d’un monde où la garantie de ne pas mourir de faim s’échange contre le risque de mourir d’ennui ! » est une formule du philosophe Raoul Vaneigem publiée en 1967.
Elle sera reprise sous la variante « périr d'ennui » et écrite sur l'un des murs de la Sorbonne, selon un article du Figaro daté du 18 mai 1968,,  l'incluant ainsi dans la liste des centaines de slogans écrits sur les murs en Mai 68,,,.

## Origine
La phrase est extraite de l'introduction du Traité de savoir-vivre à l’usage des jeunes générations de Raoul Vaneigem publié fin 1967 chez Gallimard,,, concluant le développement complet suivant « La lutte du subjectif et de ce qui le corrompt élargit désormais les limites de la vieille lutte des classes. Elle la renouvelle et l'aiguise. Le parti pris de la vie est un parti pris politique. Nous ne voulons pas d'un monde où la garantie de ne pas mourir de faim s'échange contre le risque de mourir d'ennui. ». Anticipant de futures reprises sous forme de slogans, Vaneigem prédisait dans la même introduction de son ouvrage qu'en « sortiront quelque jour des formules qui tireront à bout portant sur nos ennemis. Entre-temps, que la phrase à relire fasse son chemin. » 

## Traces en 1968
La phrase se trouve citée dans l'ouvrage d'Alain Ayache, Les citations de la révolution de mai, extraite, sous forme déformée, d'un article sur Daniel Cohn-Bendit  déclarant : « La révolution qui commence remettra en cause non seulement la société capitaliste, mais aussi la civilisation industrielle. La société de consommation doit périr de mort violente. Nous voulons un monde nouveau et original Nous refusons un monde où la certitude de ne pas mourir de faim s‘échange contre le risque de périr d‘ennui. », sans en donner toutefois la source,.

## Commentaires lors des décennies ultérieures
Cette phrase fut largement commentée par Thierry Maulnier, membre de l'Académie française. 
Dans une courte thèse universitaire consacrée à Arthur de Gobineau publiée une dizaine d'années plus tard, la formule est citée, parmi une série d'exemples de slogans atypiques de mai 1968, comme ayant pu relever de la plume de ce diplomate et écrivain du XIXe siècle connu pour son Essai sur l'inégalité des races humaines (1853-1855).

## Sources
- Jean-Pierre Goretta, Alain Tanner, « Mai 68 à Paris », sur Radio télévision suisse, 6 juin 1968.
- Michel Ragon, Dictionnaire de l'Anarchie, Albin Michel, 2008, lire en ligne.
- Daniel Dzierzgowski, « Slogans et graffiti - Mai 68 », 22 avril 2008.
- Lukas Stella, « Graffiti, slogans, détournements de pub pendant les événements de mai 1968 », sur Inventin, 16 septembre 2015.
- Bureau of public secrets, « Graffiti de Mai 1968 », sur bopsecrets.org, 12 décembre 2012.